# Conservare (dezambiguizare)
Conservare se poate referi la:
- Conservare: metodă de preparare a alimentelor pentru a putea fi păstrate un timp mai îndelungat
- Biologia conservării: știința protecției și managementului biodiversității
- Conservarea speciilor: practica protejării speciilor de animale sălbatice și a habitatelor acestora
- Lege de conservare: principiul că o anumită proprietate măsurabilă a unui sistem fizic izolat nu se modifică atunci când sistemul evoluează în timp
- Legea conservării energiei: principiul că energia totală a unui sistem izolat rămâne constantă în timp.